# Žralůčkovití
Žralůčkovití (Hemiscylliidae) je čeleď žraloků z řádu malotlamci, jejíž zástupci žijí v mělkých tropických vodách indopacifické oblasti.

## Popis
Jedná se o malé útlé žraloky dorůstající délky do 1 metru. Disponují menšími ústy na spodní straně malé hlavy. Kolem nozder se táhnou kratší vousky. Spirakulum je nápadně velké. Řitní ploutev vyrůstá vzdálenostně až dalece za druhou hřbetní ploutví a těsně za ní vyrůstá ocasní ploutev, která postrádá spodní lalok. U konce horního laloku je přítomen ocasní zářez. Hřbetní ploutve jsou beztrnné. Mají pět žaberních štěrbin, přičemž čtvrtá a pátá štěrbina jsou těsně u sebe. Žralůčkovití jsou podobní slepounovitým (Brachaeluridae), od kterých je odlišují kratší vousky kolem nozder a delší ocas, který je u žralůčkovitých dokonce delší než tělo.

## Výskyt
Domovinou žralůčkovitých jsou tropické až subtropické vody kontinentálních šelfů do 100m hloubek. Jsou rozšířeni v Indopacifiku od Madagaskaru po Japonsko a Austrálii.

## Biologie
Biologie žralůčkovitých je jen chabě prozkoumána. Některé, ne-li všechny druhy jsou vejcorodé; samice kladou vajíčka v oválných schránkách na oceánské dno. Do jídelníčku žralůčků patří při nejmenším ryby, hlavonožci, mlži a korýši. Hlavně zástupci rodu Chiloscyllium jsou nezřídka loveni na maso. Jedná se o časté druhy chované v akváriích, protože jsou poměrně malí s pestrým tělním vzorkováním, dožívají se i více než 10 let a jsou tolerantní akvarijnímu prostředí, kde se mohou i rozmnožovat. U 4 druhů z rodu Hemiscyllium je známo, že při pohybu po dně využívají své ploutve ve stylu noh, což jim dalo přezdívku „chodící žraloci“. Nedávno popsaný druh Hemiscyllium ocellatum přitom může vydržet na vzduchu až 2 hodiny a může ujít po souši i 30 m.

## Systematika
Žralůčkovití se dělí do dvou rodových linií, Chiloscyllium a Hemiscyllium. Celkový počet druhů se pohybuje kolem 17, přičemž hned 4 druhy byly popsány teprve ve 21. století. Vedle recentních druhů je známo i několik fosilních rodů. Následuje seznam rozeznávaných recentních druhů:
- rod Chiloscyllium
  - Chiloscyllium arabicum Gubanov, 1980 (žralůček perský)
  - Chiloscyllium burmensis Dingerkus & DeFino, 1983 (žralůček barmský)
  - Chiloscyllium griseum J. P. Müller & Henle, 1838 (žralůček šedý)
  - Chiloscyllium hasselti Bleeker, 1852 (žralůček Dolganův)
  - Chiloscyllium indicum (J. F. Gmelin, 1789) (žralůček indický)
  - Chiloscyllium plagiosum (Anonymous, referred to Bennett, 1830) (žralůček běloskvrnný)
  - Chiloscyllium punctatum J. P. Müller & Henle, 1838 (žralůček skvrnitý)

- rod Hemiscyllium
  - Hemiscyllium freycineti (Quoy & Gaimard, 1824) (žralůček indonéský)
  - Hemiscyllium galei G. R. Allen & Erdmann, 2008[9]
  - Hemiscyllium hallstromi Whitley, 1967 (žralůček Hallstromův)
  - Hemiscyllium halmahera G. R. Allen, Erdmann & Dudgeon, 2013[10]
  - Hemiscyllium henryi G. R. Allen & Erdmann, 2008[9]
  - Hemiscyllium michaeli G. R. Allen & Dudgeon, 2010[11]
  - Hemiscyllium ocellatum (Bonnaterre, 1788) (žralůček okatý)
  - Hemiscyllium strahani Whitley, 1967 (žralůček novoguinejský)
  - Hemiscyllium trispeculare J. Richardson, 1843 (žralůček australský)